# Sultan-Qabus-Universität
Die Sultan-Qabus-Universität (arabisch جامعة السلطان قابوس, DMG Ǧāmiʿat as-Sulṭān Qābūs, englisch Sultan-Qaboos University; SQU) ist eine staatliche Hochschule in Maskat, Oman.

## Geschichte und Aufbau der Universität
Am zehnten Omanischen Nationalfeiertag (gerechnete wird ab der Machtübernahme des Sultans 1970) äußerte der Sultan von Oman Qabus ibn Said zum ersten Mal die Absicht, eine Universität in Oman zu gründen. Im Jahre 1982 begann der Bau der Universität südlich von Sib in der Muscat Capital Area. 1986 nahmen die ersten Studenten ihr Studium auf. Angeboten wurden zunächst Kurse in den Fächern Bildung, Landwirtschaft, Meereswissenschaften, Medizin und Gesundheitswesen. Im Jahre 1987 kam die Fächer Kunst und Sozialwissenschaften hinzu. 1993 folgt die Gründung der Fakultät Commerce and Economics. Die Universität verfügt heute über folgende acht Fakultäten:
- Ingenieurwesen
- Medizin
- Landwirtschaft
- Erziehungswissenschaften
- Kunst und Islamwissenschaften
- Rechtswissenschaften
- Wirtschaftswissenschaften sowie
- Naturwissenschaften.

## Bedeutung
Die Sultan-Qaboos-Universität war bis zum Jahre 2000 die einzige Universität des Landes. Heute (Juli 2011) existieren daneben noch fünf weitere private Universitäten: Universität Sohar, Universität Nizwa, Dhofar-Universität, Universität Buraimi und die German University of Technology in Oman. Die SQU ist die einzige staatliche Universität in Oman, wenngleich Sultan Qabus die Gründung einer weiteren staatlichen Universität angekündigt hat.

## Wissenschaft und Forschung an der SQU
In den ersten Jahren nach ihrer Gründung konzentrierte sich die SQU auf die Ausbildung angehender Akademiker. Erst 1999 wurde mit der wissenschaftlichen Forschung begonnen. 2001 wurden aus dem Staatsetat zusätzliche Forschungsmittel zugeteilt und 2003 begannen gemeinsame Forschungsprojekte mit der United Arab Emirates University. 2010 flossen weitere Forschungsgelder vom omanischen The Research Council (TRC).
Die SQU unterhält insgesamt neun spezialisierte Forschungseinrichtungen für Hydrologie, Umweltforschung, Telekommunikation, Energiewirtschaft mit Schwerpunkt Erdöl und Erdgas, Blaue Biotechnologie, Seismologie, Fernerkundung und Geoinformationssysteme, Oman-Studien und Geisteswissenschaften. Ebenfalls bestehen derzeit (2012) drei Forschungslehrstühle: einer für Blaue Biotechnologie, ein zweiter für Kohlenstoff-Forschung (finanziert vom Mineralöl- und Erdgas-Unternehmen Royal Dutch Shell) und ein dritter für die Nanotechnologie-Forschung mit Schwerpunkt Meerwasserentsalzung (finanziert durch das TRC). 78 % aller omanischen Beiträge in referierten Fachzeitschriften entstehen an der SQU. Mit durchschnittlich zwei Beiträgen pro Fakultätsmitglied und Jahr liegt man im internationalen Bereich im mittleren Bereich.
Derzeit (2012) gibt die SQU sechs wissenschaftliche Fachzeitschriften für die Bereiche Medizin, Ingenieurwissenschaften, Meereskunde und Agrarwissenschaften, Naturwissenschaften, Kunstgeschichte und Sozialwissenschaften und Pädagogik heraus. Die Artikel der medizinischen und der ingenieurwissenschaftlichen Fachzeitschrift wurden in die internationalen SCOPUS Datenbank und den WHO Index Medicus for the Eastern Mediterranean Region aufgenommen.
Die SQU organisiert verschiedenen jährliche wissenschaftliche Konferenzen und unterstützt einheimische Forscher beim Besuch von auswärtigen wissenschaftlichen Kongressen.

## Studentenzahlen
Im akademischen Jahr 2010/11 studierten dort 16.494 Studenten. Davon studieren 15.104 (= 91,6 %) in einem Bachelor-Studiengang und 1.390 (= 8,4 %) in einem weiterführenden Studium. Zusätzlich schlossen 491 Studierende ihr Studium mit einem Bachelor und 116 mit einem weiterführenden Diplom (z. B. Master) ab.
| akademisches Jahr  | 2010/11 | 2009/10 | 2008/09 | 2007/08 | 2006/07 | 2005/06 | 2004/05 | 2003/04 | 2002/03 | 2001/00 | 2000/99 | 1999/00 | … | 1986/87 |
| ------------------ | ------- | ------- | ------- | ------- | ------- | ------- | ------- | ------- | ------- | ------- | ------- | ------- | - | ------- |
| Anzahl Studierende | 16.494  | 15.357  | 15.276  | 14.722  | 14.640  | 13.495  | 12.855  | 12.437  | 11.834  | 10.678  | 9.075   | 7.530   | … | 557     |
| davon Männer       | 8.371   | 7.942   | 7.925   | 7.542   | 7.523   | 6.763   | 6.416   | 6.229   | 5.946   | 5.431   | 4.722   | 3.870   | … | -       |
| davon Frauen       | 8.123   | 7.415   | 7.351   | 7.180   | 7.117   | 6.732   | 6.439   | 6.208   | 5.888   | 5.247   | 4.353   | 3.660   | … | -       |
| Frauenquote        | 49,2 %  | 48,3 %  | 48,1 %  | 48,8 %  | 48,6 %  | 49,9 %  | 50,1 %  | 49,9 %  | 49,8 %  | 49,1 %  | 48,0 %  | 48,6 %  | … | -       |